# Sobrarbe

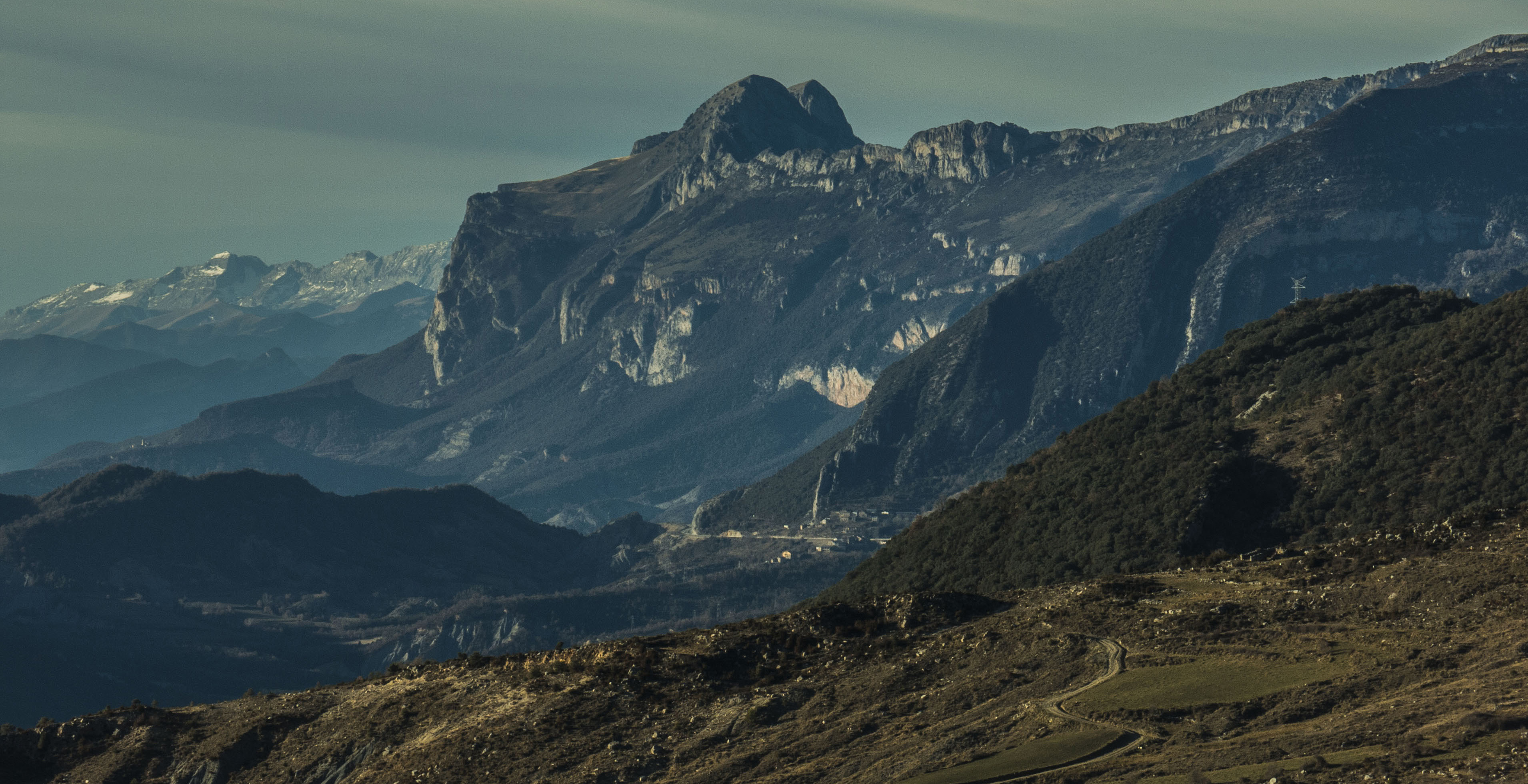
Serra Ferrera

Sobrarbe é uma comarca da província de Huesca, na comunidade autónoma de Aragão, na Espanha. Abrange uma área de 2202,70 km² e uma população de 6854 habitantes. 
Inclui os seguintes municípios:
Abizanda, Aínsa-Sobrarbe, Bárcabo, Bielsa, Boltaña, Broto, Fanlo, Fiscal, La Fueva, Gistaín, Labuerda, Laspuña, Palo, Plan, Puértolas, El Pueyo de Araguás, San Juan de Plan, Tella-Sin e Torla.

## Condado e reino de Sobrarbe
Sobrarbe é um dos três condados que formaram o Reino de Aragão. Foi um dos condados da Marca Hispânica, cuja história obscura foi misturada com lendas da época de Íñigo Arista de Pamplona, primeiro rei de Navarra e, ao que parece, conde de Sobrarbe.